# 항공우주산업
항공우주산업(航空宇宙産業, 영어: Aerospace Industries)은 항공기 및 우주선을 설계, 개발, 제조, 운영, 유지 보수하는 산업을 의미한다. 크게 항공우주산업은 항공산업과 우주산업으로 세부적으로 나뉘어진다.

## 상세
항공우주공학에서 연구와 개발을 바탕으로 중공업, 그리고 군수산업에 기반한 기술력을 응용하여 항공기와 우주선을 제작 및 생산하는 산업 분야이다. 항공산업에서는 여객기, 전투기, 화물기 등 다양한 종류의 항공기를 제작한다. 특히 민간 항공기 및 군수용 항공기를 모두 생산한다. 우주산업에서는 우주선, 추진제, 로켓, 그리고 우주 탐사에 관련된 상품을 생산한다. 항공우주 산업의 생산물들이 결과적으로 안보와 직결되기 때문에 많은 기밀을 포함하고 있기도 하다.
오늘날 많은 국가들이 항공우주 산업을 육성하고 있으며, 나라마다 국가기관 및 민간기관을 동시에 운영하고 있다. 항공산업과 우주산업 분야의 특성상  고도의 기술력과 많은 예산이 소요되는 만큼, 아직까지는 선진국들이 본 산업 분야에서 우위를 점하고 있다. 특히 미국, 프랑스, 러시아 등이 두각을 드려내고 있으며, 대한민국, 일본. 인도 등이 자국의 항공우주 산업을 지속적으로 발전시키고 있다. 
항공우주 산업을 주관하는 국가 기관으로는 대표적으로 우주항공청, 미국 항공 우주국, 일본 우주항공연구개발기구 등 선진국들은 정부 기관으로 항공우주산업을 양성하고 있다. 사기업 및 공기업으로는 스페이스X, 한국항공우주산업, 록히드 마틴, BAE 시스템스. 보잉, 에어버스 등 다양한 민간 기업들이 있다.
항공우주공학의 지속적인 발전과 기술의 발전에 따라서 우주 경쟁이 과열되는 가운데, 항공우주산업 또한 발전의 궤를 함께하고 있다.

## 같이 보기
- 항공우주공학